# Shenhe
Shenhe är ett stadsdistrikt och säte för stadsfullmäktige i Shenyang i Liaoning-provinsen i nordöstra Kina.